# São Miguel do Gostoso
São Miguel do Gostoso, amtlich Município de São Miguel do Gostoso ist ein Badeort in der Nordostecke Brasiliens im Bundesstaat Rio Grande do Norte. Der offizielle Name lautete früher São Miguel de Touros, die Stadt wurde aber umbenannt nach dem Bewohner Miguel Félix, der über 100 Jahre alt wurde und wegen seiner angenehmen Art Gostoso genannt wurde.
Es hatte 8670 Einwohner (IBGE 2010), die auf einer Fläche von 344 km² leben.

## Geographie
São Miguel do Gostoso liegt am Atlantik. Es liegt 110 km nordwestlich von Natal und 25 km westlich vom wesentlich belebteren Touros. Die mittlere Jahrestemperatur beträgt 25°. Die Regenzeit geht von April bis Juli, den Rest des Jahres scheint die Sonne, durch ständigen Wind bleibt es relativ kühl.

## Sehenswertes
Im 25 km westlich gelegenen Strand Praia do Marco steht ein Duplikat des ersten portugiesischen „Bauwerks“ von 1501, das die Expedition unter Gaspar de Lemos in Brasilien hinterlassen hat. Das Original wurde in das Forte dos Reis Magos in Natal gebracht.

## Umgebung
São Miguel do Gostoso liegt am nördlichen Ende des touristisch erschlossenen Gebiets um Natal. Ruhige Strände und Fischerdörfer, manche mit Dünen und Steilküsten, prägen das Bild.